# Asociación de Críticos de Cine de Chicago
La Asociación de Críticos de Cine de Chicago —en inglés: Chicago Film Critics Association o CFCA— es una asociación de críticos de cine profesionales estadounidenses, residentes en el área de Chicago. Está reconocida por productores o directores del medio cinematográfico comercial, como una voz oficial de crítica de cine. Para ser miembro de la asociación se requiere del respaldo formal escrito de un productor o director establecido, que confirme el estatus profesional del solicitante, y que este haya trabajado por un período mínimo de seis meses.  Fue fundada en 1990 por Sue Kiner tras el éxito obtenido por el lanzamiento del premio Chicago Film Critics Awards en 1989.

## Premios
La asociación otorga el premio Chicago Film Critics Association en 15 categorías.
- Mejor película
- Mejor director
- Mejor actor
- Mejor actriz
- Mejor actor secundario
- Mejor actriz secundaria
- Mejor guion original
- Mejor guion adaptado
- Mejor película en idioma extranjero
- Mejor documental
- Mejor película animada
- Mejor fotografía
- Mejor música original
- Mejor actor/actriz promisorio/a
- Mejor director promisorio